# دیوید باتلر (بازیکن فوتبال، زاده ۱۹۴۵)
دیوید باتلر (انگلیسی: David Butler؛ زادهٔ ۲۳ مارس ۱۹۴۵) بازیکن فوتبال اهل بریتانیا است.
از باشگاه‌هایی که در آن بازی کرده‌است می‌توان به باشگاه فوتبال واتفورد و باشگاه فوتبال وورکینگتون ای. اف. سی اشاره کرد.